# Muzyka w Raju

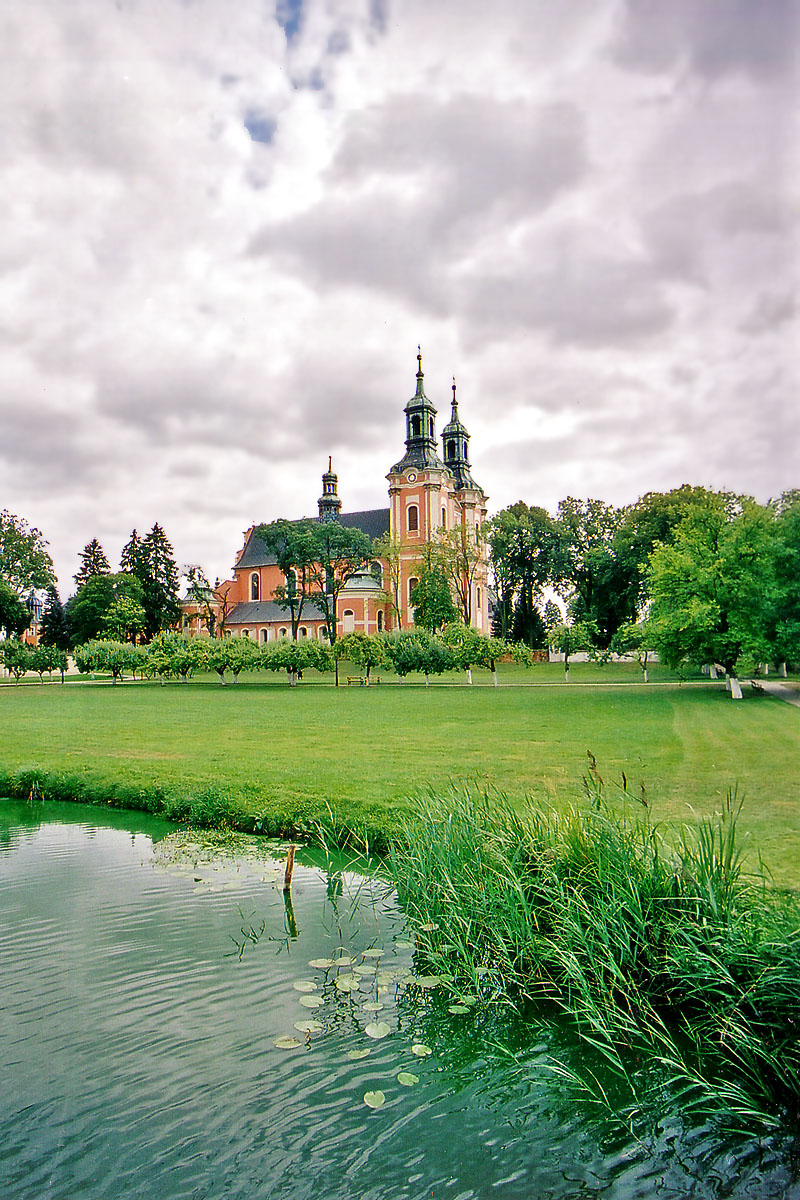
Kościół w Paradyżu

Muzyka w Raju – festiwal muzyki dawnej, organizowany corocznie w drugiej połowie sierpnia w zespole poklasztornym i dawnym kościele cysterskim, obecnie siedzibie Zielonogórsko-Gorzowskiego Wyższego Seminarium Duchownego, powszechnie znanej pod nazwą Paradyż, w Gościkowie w powiecie świebodzińskim. 
Na festiwalu, którego pierwsza edycja odbyła się w 2003, jest prezentowana świecka i sakralna muzyka średniowieczna, renesansowa i barokowa, od 2011 również klasyczna i romantyczna. Głównym organizatorem festiwalu jest Fundacja Muzyki Dawnej „Canor”, a dyrektorem festiwalu prezes fundacji Cezary Zych.

## Miejsce i nazwa festiwalu

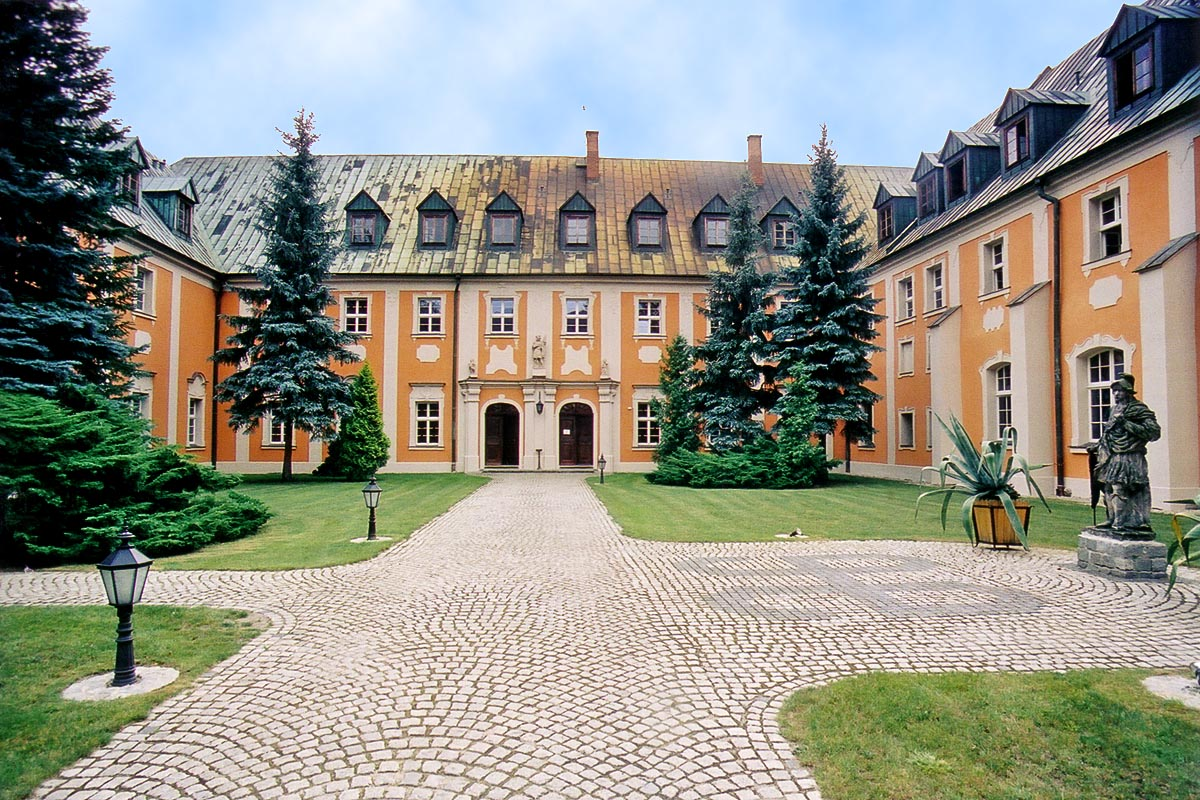
Wirydarz w Paradyżu

Sceną festiwalu od początku jego istnienia jest kościół pw. Najświętszej Marii Panny i św. Marcina, należący do dawnego zespołu klasztornego w Gościkowie. W miejscu tym, zwanym wówczas Gościchowem, komes Mikołaj Bronisz ufundował w 1230 klasztor cysterski, działający do 1834. Kościół klasztorny, wybudowany w XIV w., w ciągu wieków był wielokrotnie przebudowywany, m.in. na skutek kilkukrotnego niszczenia przez pożary; jego obecna, barokowa forma architektoniczna pochodzi z XVIII w. Po kasacie klasztoru przez władze pruskie w 1834 w budynkach mieściło się seminarium nauczycielskie, a w okresie międzywojennym szkoła średnia. Od 1952 budynki byłego klasztoru były siedzibą Wydziału Filozoficznego Gorzowskiego Diecezjalnego Seminarium Duchownego, w 1960 przeniesiono tu również pozostałe wydziały seminarium, które obecnie działa pod nazwą Zielonogórsko-Gorzowskiego Wyższego Seminarium Duchownego.
Nazwa festiwalu „Muzyka w Raju” pochodzi od historycznej i również obecnie powszechnie używanej nazwy zespołu klasztoru i kościoła – Paradyż. Cystersi po osiedleniu się w Gościchowie zgodnie ze swoim zwyczajem zmienili nazwę miejscowości na łacińską Paradisus Sanctae Mariae (Raj Matki Bożej). Od nazwy tej utworzono zarówno niemiecką (Paradies, wcześniej również Paradeis) jak i polską (Paradyż) nazwę miejscowości. Nazwy „Paradyż” lub „Paradies” były oficjalnymi nazwami klasztoru i miejscowości zarówno w okresie I Rzeczypospolitej (do II rozbioru Polski Paradyż leżał na terenie państwa polskiego, tuż przy granicy z Brandenburgią a później Prusami) jak i w okresie przynależności miejscowości do Prus, a potem do Niemiec. W 1945, po ponownym przyłączeniu tych terenów do Polski, przywrócono, w nieznacznie zmodyfikowanej formie, wczesnośredniowieczną nazwę sprzed fundacji klasztoru – Gościkowo, dawna nazwa Paradyż zachowała się jednak w świadomości mieszkańców i odwiedzających, przynajmniej na określenie kompleksu poklasztornego.

## Organizatorzy festiwalu

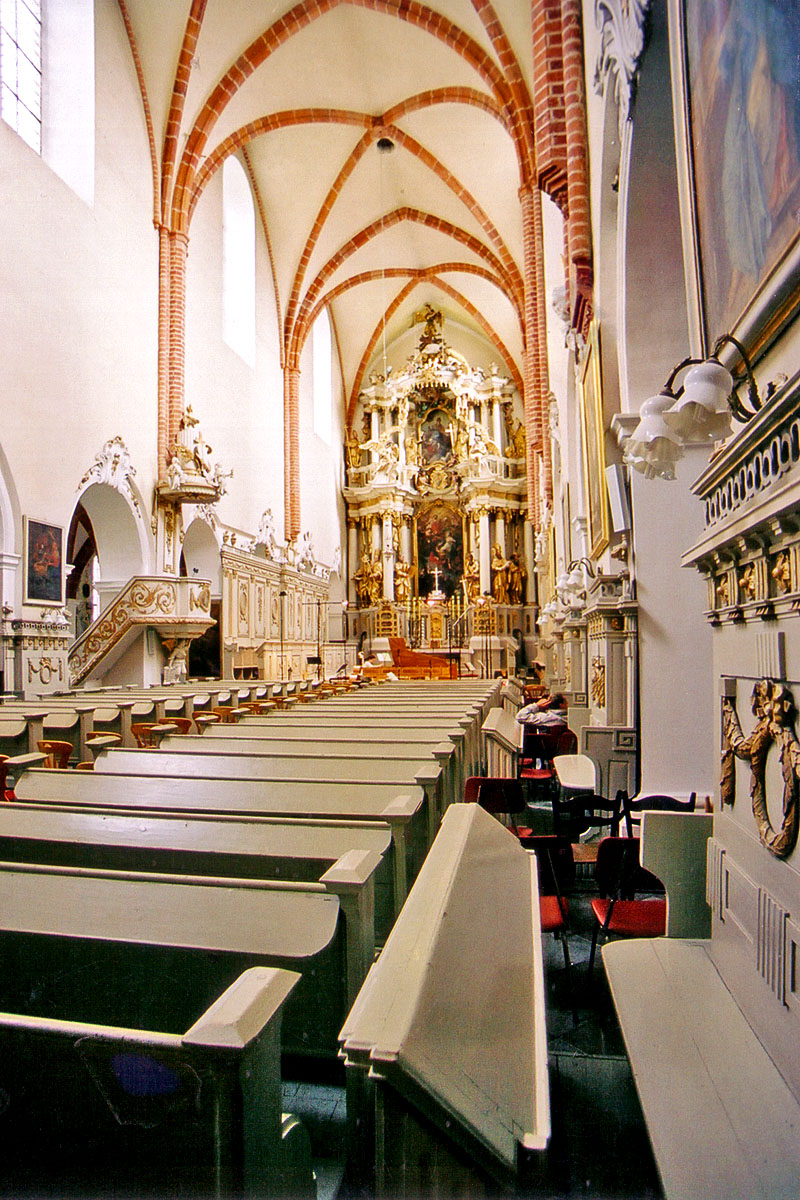
Wnętrze kościoła w Paradyżu

Inicjatorem zorganizowania festiwalu muzyki dawnej w Paradyżu był wykładowca i ówczesny rektor seminarium ks. dr Ryszard Tomczak. Ideą wykorzystania zabytkowych pomieszczeń barokowego kościoła zespołu do celów festiwalu zainteresowała się Fundacja Muzyki Dawnej „Canor”, która już wcześniej zaczęła organizować odbywający się do dzisiaj festiwal o podobnym profilu pod nazwą „Muzyka Dawna – Persona Grata”. Pierwsza edycja festiwalu „Muzyka w Raju” miała miejsce w 2003, od tego czasu koncerty festiwalowe odbywają się w Paradyżu co roku w drugiej połowie sierpnia. Dyrektorami festiwalu są Cezary Zych, prezes Fundacji „Canor”, oraz ks. dr Paweł Łobaczewski, obecny rektor seminarium. Trzecim, oprócz Fundacji „Canor” i seminarium, współorganizatorem festiwalu jest Fundacja „Paradyż”.

## Muzyka i wykonawcy
Festiwal „Muzyka w Raju” od pierwszej edycji był festiwalem kameralnej muzyki dawnej, rozumianej jako muzyka średniowieczna, renesansowa i barokowa. W 2011 rozszerzono tę formułę o utwory klasyczne (np. Mozarta, Haydna) i romantyczne (np. Schuberta). Chociaż koncerty odbywają w pomieszczeniu paradyskiego kościoła, program nie ogranicza się do muzyki sakralnej, często prezentowane są tu utwory świeckie, a nawet przetworzona artystycznie muzyka ludowa z różnych krajów Europy.
Od pierwszej edycji festiwalu w 2003 do 2009 głównym wykonawcą na festiwalu był pochodzący z Poznania zespół muzyki dawnej Arte Dei Suonatori. Spowodowało to, że w powszechnym odczuciu zespół Arte Dei Suonatori był nawet traktowany (błędnie) jako organizator i gospodarz festiwalu. W 2010 zespół ten po raz pierwszy nie pojawił się na festiwalu, w jego miejscu wystąpił francuski zespół Le Parlement de Musique. W 2011 miejsce zespołu Arte Dei Suonatori zajął na festiwalu międzynarodowy zespół Les Ambassadeurs, utworzony i kierowany przez pochodzącego z rodziny rosyjskich emigrantów flecistę Alexisa Kossenkę z Francji, który już wcześniej występował jako solista w wielu edycjach paradyskiego festiwalu. Chociaż zespół powstał formalnie w 2010, właściwą działalność koncertową rozpoczął na festiwalu w Paradyżu.
Oprócz Arte Dei Suonatori na festiwalu występowali też inne zespoły i soliści, grający i śpiewający muzykę dawną, wśród nich flecistka Bolette Roed z Danii, klawesynistka Aline Zylberajch z Francji, lutnista Andreas Arend z Niemiec, akordeonista Andreas Borregaard z Danii, klawesynista Allan Rasmussen z Danii, czy sopranistka Maria Keohane ze Szwecji.